# German Konstantinowitsch Lukjanow
German Konstantinowitsch Lukjanow (russisch Герман Константинович Лукьянов; * 23. August 1936 in Leningrad; † 5. Juli 2019) war ein russischer Jazz-Bandleader, Komponist, Flügelhornist und Trompeter des Modern Jazz. Er zählte zu den markantesten Vertretern der russischen Jazzszene der nachstalinistischen Ära der 1950er und 1960er Jahre.

## Leben und Wirken
German Lukjanow wurde 1936 in Leningrad als Sohn eines Marinesoldaten und einer Pianistin geboren. 1952 wandte er sich dem Jazz zu und hatte in Leningrad ein einflussreiches Quintett. Nachdem er bereits mehrere Jahre am Leningrader Konservatorium Komposition studiert hatte, zog er 1957 nach Moskau, um seine Ausbildung am dortigen Konservatorium fortzusetzen. Dort besuchte er bis 1960 die Kompositionsklasse von Aram Chatschaturjan. Seine Diplomarbeit bestand in einem Konzert für Trompete und Orchester. Nach 1958 gründete er ein Septett mit Alexei Subow, Georgi Garamin und anderen, das sich polyphonen Experimenten in Anlehnung an Gerry Mulligan zuwandte. Später brachte ihm besonders seine Trios (ohne Bass) große Anerkennung; in diesen wirkten der Schlagzeuger Wladimir Wassilikow und der Pianist Leonid Chizhik mit. Von besonderem Interesse ist seine Komposition „Useless Conversation“. Lukjanows Trompete hackt eine Art repetitiven Morsecode auf einem Ton, begleitete von sparsamen Klavierakkorden und einem Beckenrhythmus. Man entdeckt Spuren von Miles Davis bei Lukjanow, besonders in seiner Verwendung kurzer Phrasen, die er durchweg leicht hinter dem Beat spielt (Starr). In den 1970er Jahren bildete er die Formation Cadence (russisch KADANS, eigentlich eine Abkürzung für Kamerny dschasowy ansambl).

## Diskographische Hinweise
German Lukyanov Trio (Трио Германа Лукьянова)
Die Aufnahmen des German Lukyanov Trio erschienen auf mehreren Kompilationen mit Aufnahmen vom Moskauer Jazzfestival:
- „Бесполезный Разговор“ auf Jazz 66 (Джаз 66. На Концерте III Московского Фестиваля Молодежных Джазовых Ансамблей). Weitere Aufnahmen mit Dixieland by Vladislav Grachev, Boris Frumkin Quintet, dem Igor Bril Trio und Quartett KM.
- „Третий День Ветер“ auf Jazz 67 (Джаз 67. Четвертый Московский Фестиваль Молодежных Джазовых Ансамблей. Вторая Пластинка). Weitere Aufnahmen mit Evgeniy Malyshev Quartett, Leonid Garin Quartett, Dixieland von Albert Mekonov, Boris Rychkov Trio, Gennadi Golstein / Konstantin Nosow Quartet
- „Третий День Ветер“ auf IV Московский Фестиваль Молодежных Джазовых Ансамблей, 1968. Weitere Aufnahmen u. a. mit Vladimir Kull Quartett, Oleg Lundstrem Orchestra, Mikhail Kull Quintet, Vadim Sakun Quintet, George Garanian Quartet, Evgeniy Malyshev Quartett, Dixieland von Albert Mekonov, Leonid Garin Quartett, Gennadiy Golstein–Konstantin Nosow Quartett, Boris Rychkov Trio, Alexei Kozlov Quartet, Kleinot/Tovmasyan Quintet, Alexei Kuznetsov Trio und Vadim Ludvikovskys Concert Variety Ensemble

Alben unter eigenem Namen
- Prekadans (Art Beat, 1962/66), mit Mikhail Terentiev, Alfred Grigorovich bzw. Leonid Chizhik, Vladimir Vasilkov, Konstantin Nosov, Konstantin Bakholdin, Alexei Zoubov, Vladimir Smolyanitsky, Mikhail Kurdryashov
- German Lukianov & The Moscow Chambers Jazz Ensemble: Kadans (MFSL, 1979–1987)
- Ivanushka the Fool (Melodiya, 1981), mit Nikolai Panov, Yuri Yurenkov, Boris Rukniglus, Mikhail Okun, Mikhail Smola, Valeri Kaplun
- The Way to Olympus (Melodiya, 1983), mit Nikolai Panov, Yuri Yurenkov, Vadim Akhmetgareyev, Mikhail Okun, Alexander Veremiev, Stanislav Korostelev
- What a Snowy Spring (Melodiya, 1985), mit Yuri Yurenkov, Vadim Akhmetgareyev, Feodor Levinstein, Andrei Bodnarchuk, Stanislav Korostelev, Anatoly Sobolev, Oleg Dobronravov
- Sign of Blues (Melodiya, 1988), mit Stanislav Grigoriev, Victor Kizelev, Vadim Akhmetgareyev, Andrei Bodnarchuk, B. Kartavitski, V. Avaliani
- German Lukianov & his Kadans Sextet: In Black and White (Evergreen Jazz, 2007), mit Alexey Kruglov, Roman Sokolov, Igor Butman, Ivan Farmakovsky, Vladimir Nesterenko, Yakov Okun, Makar Novikov, Alexey Becker
- Herman Lukyanov and his Kadans: Stable Quantity (2010), mit Alexey Kruglov, Anton Zaletayev, Alexey Becker, Makar Novikov, Alexander Zinger

Weitere Aufnahmen
- Czechoslovak Radio Jazz Orchestra: Jazz Ludvikovsky in Prague (Panton, 1972)